# Ádám Bodor

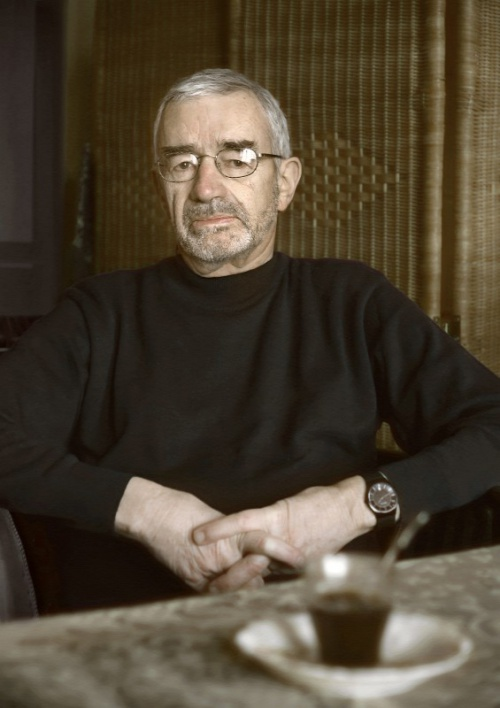

Ádám Bodor, född 1936, är en ungersk författare. Han är född och uppvuxen i Transsylvanien i Rumänien, och var aktiv i motståndet mot Ceaușescu-regimens förtryck av den ungerska minoriteten. 1982 flyttade han till Ungern, och har vunnit allt större erkännande som författare, bland annat för romanen Sinistra körzet (1992), som översatts till bland annat tyska, franska, danska och norska.